# Biskupija Canelones
Biskupija Canelones (lat. Dioecesis Canalopolitana) je biskupija rimskog (zapadnog) obreda Katoličke Crkve u Urugvaju. 
Uspostavljena je 25. studenog 1961., na zahtjev pape Ivana XXIII. Dio je metropolije Montevideo. Stolna crkva biskupije jest Katedrala Naše Gospe od Guadalupe u Canelonesu.
Biskupija zauzima površinu od 4.532 četvorna kilometra, te pokriva područje departmana Canelones. Na području biskupije živi 368.000 vjernika katolika, odnosno 74,8 % cjelokupnog stanovništva. Biskupija je podijeljena u 34 župe.

## Biskupi
- Orestes Santiago Nuti Sanguinetti, S.D.B. † (2. siječnja 1962. - umirovljen 25. listopada 1994.)
- Orlando Romero Cabrera (25. listopada 1994. - umirovljen 23. veljače 2010.)
- Alberto Francisco María Sanguinetti Montero (23. veljače 2010. - umirovljen 19.ožijka 2021.)
- Heriberto Andrés Bodeant Fernández (19. ožujka 2021. - u službi

## Vanjske poveznice
- Službene stranice biskupije  Arhivirana inačica izvorne stranice od 9. kolovoza 2016. (Wayback Machine) (šp.)
- Biskupija Canelones na catholic-hierarchy.org, pristupljeno 14. travnja 2013. (engl.)